# Thomas Blood
Thomas Blood (1618 – 1680) fue un oficial irlandés autoproclamado coronel, conocido sobre todo por su intento de robar las Joyas de la Corona de Londres  de la Torre de Londres en mayo de 1671,el rey Carlos II de Inglaterra le perdonó, a cambio de que trabajara para él como espía. También fue conocido por haber intentado secuestrar y asesinar a su enemigo el duque de Ormonde. Intervino en la Guerra de los Tres Reinos tanto del lado realista como del parlamentario. Debido a su fama por la intriga y el disfraz cuando murió a la edad de 62 años su cadáver fue desenterrado para comprobar que era realmente él.